# Leo Molinari
Leo Jacob Molinari (* 5. Juni 1827 in Breslau; † 27. Dezember 1907 ebenda) war Kaufmann und Mitglied des Deutschen Reichstags.

## Leben
Molinari führte gemeinsam mit seinem Bruder Theodor Molinari ein Großhandelshaus in der Albrechtstraße 56 in Breslau, das spätere Gustav-Freytag-Haus. Gustav Freytag war mit der Familie Molinari eng befreundet und nahm diese Familie zum Vorbild für seinen Roman Soll und Haben. Die Familie Molinari stammte ursprünglich aus dem Friaul und Leo Molinari war auch italienischer Konsul.
Von 1877 bis 1878 war er Mitglied des Deutschen Reichstags für den Wahlkreis Regierungsbezirk Breslau 6 (Breslau-Stadt-Ost) und die Nationalliberale Partei.
Seine Tochter Valesca (Valli) heiratete den Bankier und promovierten Juristen Georg Heimann, Inhaber des Bankhauses E. Heimann in Breslau. Aus der Ehe stammt Paula Stuck von Reznicek.